# Clemens Riedel
Clemens Riedel (ur. 23 sierpnia 1914 we Wrocławiu, zm. 17 czerwca 2003 w Bensheim) – niemiecki polityk i piekarz, parlamentarzysta krajowy i europejski.

## Życiorys
Syn piekarza, po ukończeniu szkoły we Wrocławiu odbył szkolenie czeladnicze w tym zawodzie. W 1935 zdał egzamin mistrzowski, od 1938 do 1945 prowadził piekarnię i cukiernię we Wrocławiu. Aktywny w Dziele Kolpinga w archidiecezji wrocławskiej (1933–1945) i diecezji Limburga (senior w latach 1951–1956). W październiku 1945 wypędzony do sowieckiej strefy okupacyjnej. Został nauczycielem szkoły zawodowej w Dreźnie i dyrektorem piekarni w Erfurcie, od 1946 do 1949 należał do władz Unii Chrześcijańsko-Demokratycznej w Turyngii.
Po upaństwowieniu miejsca pracy wyemigrował do RFN. Osiadł we Frankfurcie nad Menem, został właścicielem piekarni, cukierni i kawiarni. Wieloletni działacz organizacji wypędzonych, m.in. rzecznik prasowy katolickiego zrzeszenia wypędzonych. Wstąpił do Unii Chrześcijańsko-Demokratycznej. W latach 1957–1972 członek Bundestagu, a od 1965 do 1973 deputowany Parlamentu Europejskiego.

## Odznaczenia
Odznaczony Orderu Zasługi Republiki Federalnej Niemiec: Krzyż Zasługi na Wstędze, Krzyżem Zasługi I Klasy (1972) oraz Wielkim Krzyżem Zasługi (1980), a także Orderem Świętego Sylwestra.